# Grandfontaine (Svizzera)
Grandfontaine (toponimo francese) è un comune svizzero di 395 abitanti del Canton Giura, nel distretto di Porrentruy.

## Monumenti e luoghi d'interesse

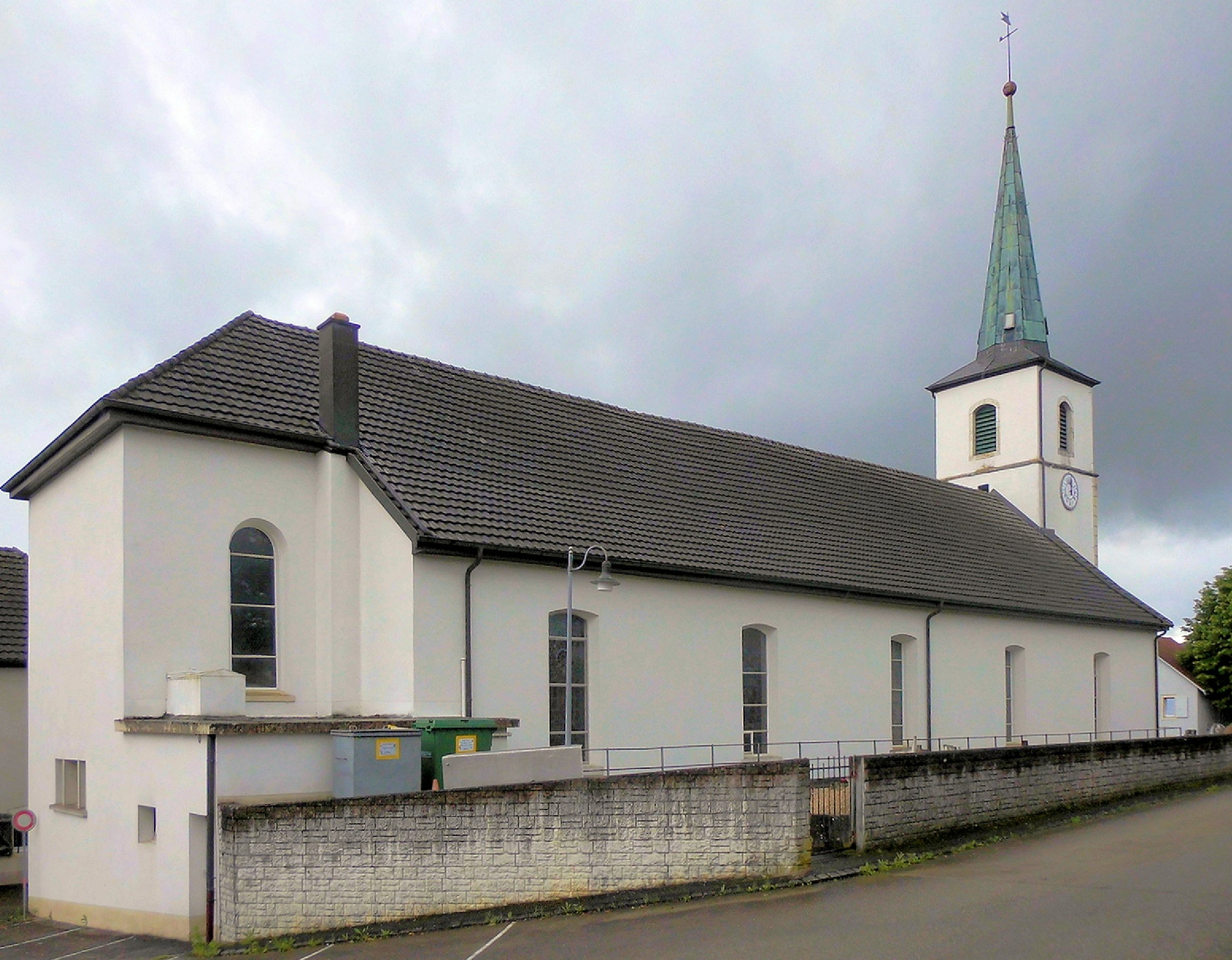
La chiesa di Santo Stefano

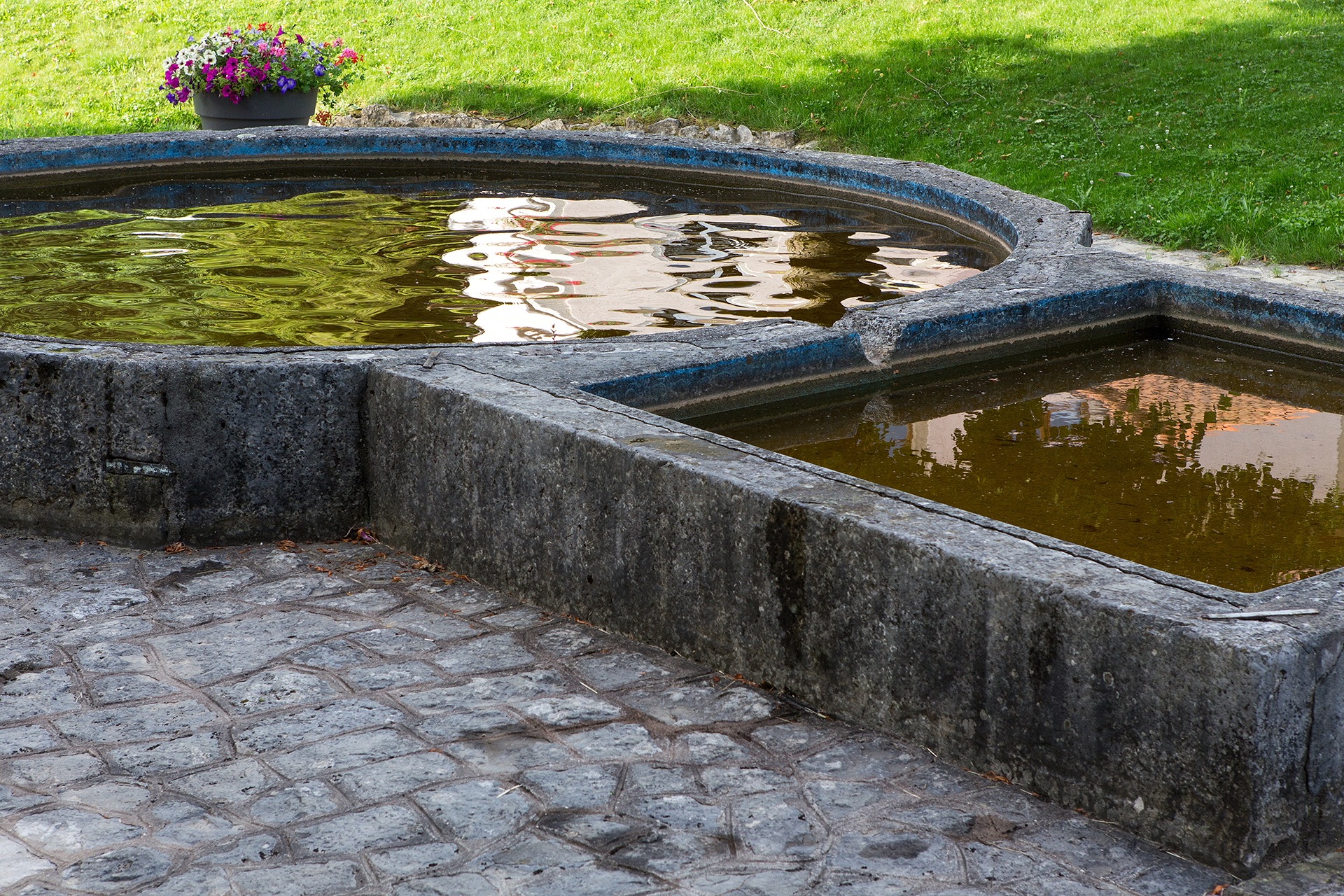
La fontana e il lavatoio

- Chiesa cattolica di Santo Stefano, attestata dal XII secolo[1];
- Fontana e lavatoio, eretti nel XIX secolo[1].

## Società

### Evoluzione demografica
L'evoluzione demografica è riportata nella seguente tabella:
Abitanti censiti

## Amministrazione
Dal 1836 comune politico e comune patriziale sono uniti nella forma del commune mixte.